# Triphora fuscozonata
Triphora fuscozonata is een slakkensoort uit de familie van de Triphoridae. De wetenschappelijke naam van de soort is voor het eerst geldig gepubliceerd in 1907 door Sowerby III.